# Ouvrage de Meroux
L'ouvrage de Meroux est une construction à vocation défensive de la Place fortifiée de Belfort, de type Séré de Rivières, situé à Meroux, dans le département français du Territoire de Belfort.

## Localisation
L'ouvrage est situé sur la commune de Meroux à 380 mètres d'altitude.

## Histoire
L'ouvrage défensif est construit entre 1906 et 1913 afin de compléter les lignes de défenses du secteur (Fort de Vézelois et l’ouvrage des Fougerais). 
L'ouvrage a probablement été dépouillé de ses équipements cuirassés durant la Seconde Guerre mondiale.
L'ensemble des bâtiments ont été inscrits au titre des monuments historiques en 1995. Il est également labellisé « Patrimoine du XXe siècle » en 2004.

## Description
L'ensemble s'inscrit dans un rectangle d'environ 200 mètres par 100 mètres. Faisant partie des dernières constructions de ce type et, de ce fait représentant l'« ultime étape de l'évolution de la fortification française avant la guerre de 1914-18 », l'ouvrage est entièrement réalisé en béton armé et est ceinturé par un mur d'escarpe de six mètres et entouré par un fossé. De conception simple et de petites dimensions, il pouvait accueillir 425 hommes en garnison.

## Armement
En 1914, l'ouvrage possédait :
- 1 section de mitrailleuses
- 2 observatoires cuirassés
- 1 tourelle de 75 R 05
- 2 tourelles de mitrailleuses
- 3 guérites blindées
- 5 canons révolver de 37
- 5 canons de 12 "culasse"